# ملكة جمال الولايات المتحدة الأمريكية 1964
ملكة جمال الولايات المتحدة الأمريكية 1964 (بالإنجليزية: Miss USA 1964)‏ هي النسخة الثالثة عشرة من مسابقة ملكة جمال الولايات المتحدة الأمريكية منذ انطلاقتها عام 1952، أقيمت المسابقة في ميامي بيتش بفلوريدا في 29 يوليو 1964. كانت هذه آخر مسابقة ملكة جمال الولايات المتحدة تقام كجزء شامل من حدث ملكة جمال الكون، في نهاية الحدث فازت بالمسابقة بوبي جونسون من مقاطعة كولومبيا ، وتوجت بمن قبل ملكة جمال المنتهية ولايتها ماريت أوزرس من إلينوي. تعتبر جونسون أول امرأة من مقاطعة كولومبيا تفوز باللقب. بعد يومين من فوزها ، واصلت جونسون احتلال المركز الخامس عشر في الدور نصف النهائي في مسابقة ملكة جمال الكون 1964.
تمت إعادة جدولة المسابقة كحدث مستقل عن ملكة جمال الكون في عام 1965 تعني أن جونسون حكم لمدة 10 أشهر و 6 أيام فقط ؛ بصرف النظر عن الوصيفة الأولى التي ورثت التاج عندما فازت ملكة جمال الولايات المتحدة الأمريكية بلقب ملكة جمال الكون ، كانت فترة حكم كريستي فيشتنر عام 1986 فقط أقصر (8 أشهر و 28 يومًا).

## النتائج

### المراكز النهائية
| النتائج النهائية                          | المتنافسة |
| ----------------------------------------- | --- |
| ملكة جمال الولايات المتحدة الأمريكية 1964 | - مقاطعة كولومبيا - بوبي جونسون |
| الوصيفة الأولى                            | - تكساس - ديان بالون |
| الوصيفة الثانية                           | - ألاسكا - باتريشيا مارلين |
| الوصيفة الثالثة                           | - يوتا - جانيت إريكسون |
| الوصيفة الرابعة                           | - كنتاكي - جونا ريد |
| أفضل 15                                   | - ألاباما - باميلا بورغفيلد - كاليفورنيا - جين فينابلز - أيداهو - دوروثي جونسون - ماريلاند - روييت تاري - ميسيسيبي - باتريشيا ترك - نيو جيرسي - باربرا ريتشارتز - نيويورك - دوروثي لانغانس - أوهايو - جيل كرييلو - أوكلاهوما - جاكي مالوني - أوريغون - توي ايش |

## المتسابقات
قائمة الولايات والمندوبات المشاركات في مسابقة ملكة جمال الولايات المتحدة الأمريكية 1964:
| - ألاباما - باميلا بورغفيلدت - ألاسكا - باتريشيا مارلين - أريزونا - ديان ريوتر - أركنساس - باربرا ماكجلوثلين - كاليفورنيا - جين فينابلز - كونيتيكت - باتريشيا باول - ديلاوير - كريستينا كلوسيتجو - مقاطعة كولومبيا - بوبي جونسون - فلوريدا - كانديس دافنبورت - جورجيا - ليندا تاتوم - هاواي - واندا بيرد - أيداهو - دوروثي جونسون - إلينوي - كارين ويسبروك - إنديانا - شارلين كراتوتشفيل - آيوا - باربرا روجرز - كانساس - باربرا فورد - كنتاكي - جونا ريد - لويزيانا - ليندا جريفز - مين - كورنيل إدواردز - ماريلند - روييت تاري - ماساتشوستس - باربرا روبيري | - ميشيغان - جونين تيتر - مسيسيبي - باتريشيا ترك - ميزوري - ساندي باول - نبراسكا - جورجيا ميريام - نيفادا - باميلا موريس - نيوهامبشير - بيفرلي هيبرت - نيوجيرسي - باربرا ريتشارتز - نيويورك - دوروثي لانغانس - أوهايو - جيل كريلو - أوكلاهوما - جاكي مالوني - أوريغون - توي ايش - بنسيلفانيا - ماريان رايلي - رود آيلاند - كارول تانتيمونيكو - كارولاينا الجنوبية - جودي كينيدي - تينيسي - بات كير - تكساس - ديان بالون - يوتا - جانيت إريكسون - فيرمونت - فريدا بيتس - فيرجينيا - هايدي سميث - ويسكونسن - كارولين لينكويست |

## روابط خارجية
- موقع ملكة جمال الولايات المتحدة الأمريكية الرسمي